# Mount Moriah
Mount Moriah är en ort i Kanada.   Den ligger i provinsen Newfoundland och Labrador, i den östra delen av landet, 1 400 km öster om huvudstaden Ottawa. Mount Moriah ligger 25 meter över havet och antalet invånare är 752.
Terrängen runt Mount Moriah är lite kuperad. Havet är nära Mount Moriah åt nordväst. Närmaste större samhälle är Corner Brook, 6,1 km öster om Mount Moriah. 
I omgivningarna runt Mount Moriah växer i huvudsak blandskog. Runt Mount Moriah är det ganska tätbefolkat, med 124 invånare per kvadratkilometer.